# Trichosanthes sepilokensis
Trichosanthes sepilokensis är en gurkväxtart som beskrevs av Rugayah. Trichosanthes sepilokensis ingår i släktet Trichosanthes och familjen gurkväxter. Inga underarter finns listade i Catalogue of Life.